# ヘモグロビン (お笑いコンビ)
ヘモグロビンは、かつてプライムワンで活動していたお笑いコンビ。2001年解散。

## メンバー
桐畑亨（1972年9月18日 - ）
- 滋賀県出身。168cm、60kg、血液型O型。ツッコミ担当。

山岡穣（1973年2月22日 - ）
- 滋賀県出身。180cm、65kg、血液型AB型。ボケ担当。

## 概要
- 1995年 近江度量衡株式会社に勤めていた桐畑亨と山岡穣が「ミスタードーダッツー」というコンビを結成し上京。ダンキンドーナツのイベントに参加するためコンビ名を「ヘモグロビンちゃん」に改名。
- 1997年 プライムワン（現プライム）に移籍し、山口弘和（コント山口君と竹田君）に「ちゃん付けだと怒りづらい」という理由から「ヘモグロビン」に改名させられている。
- 1998年 この頃から無名の若手お笑い芸人を中心とした深夜バラエティ番組に出始める。
- 2001年 コンビ解散。桐畑は田中健三（元あいつら）と「熊本キリン」を結成するも、2003年に解散。以後は暫くピン芸人「桐畑トール'」として活動する時期が続くが、2005年にオフィス北野に円満移籍し、無法松（元北京ゲンジ）と「ほたるゲンジ」を結成し現在に至る。山岡は田代32（元チェコ）と「大花火」を結成するも、後に解散し芸人を引退。

## ライブ出演
- THATS笑ライブ[1]
- クレヨンお笑いライブ「元気な歯ぐき」[1]
- お笑い雑技団ライブ[1]
- トーイボックスライブ[1]
- 笑いの鉄人ライブ[1]

## テレビ出演
- ブレイクもの!（フジテレビ、お笑い世紀末スターオークション!）
- バクマリヤ（フジテレビ）
- 続!ボキャブラ天国（1999年1月2日・3月27日、フジテレビ）
- 爆笑オンエアバトル（1999年4月3日・9月4日、NHK総合） 戦績0勝2敗 最高138KB